# Roata timpului
Roata timpului (The Wheel of Time) este o serie de romane fantastice scrise de autorul american Robert Jordan, cu Brandon Sanderson ca și co-autor pentru ultimele trei romane. Planificată inițial ca o serie de șase cărți, Roata Timpului s-a întins pe 14 volume, la care se adaugă un roman preludiu și două cărți însoțitoare. Jordan a început să scrie primul volum, Ochiul lumii, în 1984, iar acesta a fost publicat în ianuarie 1990.
Jordan a murit în 2007, în timp ce lucra la ceea ce urma să fie ultimul volum al seriei. El a pregătit note ample pentru ca un alt autor să poată finaliza cartea conform dorințelor sale. Colegul autor de fantasy Brandon Sanderson a fost adus pentru a finaliza ultima carte, dar în timpul procesului de scriere s-a decis că volumul ar fi mult prea mare pentru a fi publicat într-un singur volum și că, în schimb, va fi publicat în trei volume: The Gathering Storm (2009), Towers of Midnight (2010) și A Memory of Light (2013).
Seria, remarcabilă prin mărimea ei, este inspirată atât din elementele mitologice cât și legendare din Europa și Asia, printre acestea se numără și natura ciclică a timpului regăsită și în Hinduism și Budism, cât și conceptele balansului, dualității și respectului pentru natură găsit în Daoism. Seria a fost parțial inspirată și din Război și Pace a lui Lev Tolstoi.
Cărțile de la 8 la 11 au ajuns #1 în topul "New York Times bestseller list", iar până în 12 august 2008, din serie, au fost vândute 44 de milioane de copii pe tot globul. De asemenea, a fost creat un joc pe calculator, un joc tip RPG (role-playing game) și un album audio. Drepturile pentru difuzare televizată pentru film au fost vândute de mai multe ori, cel mai recent au fost cumpărate de "Universal Studios". După terminarea sa, seria a fost nominalizată pentru un premiu Hugo. O adaptare a unui serial TV produs de Sony Pictures și Amazon Studios a avut premiera în 2021.
Roata timpului este o roată cu șapte spițe, fiecare reprezentând o Vârstă. Pe măsură ce roata timpului se învârtește, Vârstele vin și pleacă, lăsând fiecare amintiri care se schimbă în legendă și apoi sunt uitate până la revenirea aceleiași Vârste.  

## Lista cărților
| Nr. | Titlu                  | Data apariției           | Statistici                                      | Audio                | Note                                                       |
| --- | ---------------------- | ------------------------ | ----------------------------------------------- | -------------------- | ---------------------------------------------------------- |
| 0   | New Spring             | 6 ianuarie 2004          | 334pp (PB) / 334pp (HB) 122.150 cuvinte         | 12h 31m              | Prequel care are loc cu 20 de ani înainte de primul roman. |
| 1   | Ochiul lumii           | 15 ianuarie 1990         | 782pp (PB) / 702pp (HB) 305.902 cuvinte         | 29h 32m              |                                                            |
| 2   | În căutarea cornului   | 15 noiembrie 1990        | 681pp (PB) / 599pp (HB) 267.078 cuvinte         | 26h 08m              |                                                            |
| 3   | Dragonul renăscut      | 15 octombrie 1991        | 675pp (PB) / 545pp (HB) 251.392 cuvinte         | 24h 31m              |                                                            |
| 4   | Umbra se întinde       | 15 septembrie 1992       | 981pp (PB) / 891pp (HB) 393.823 cuvinte         | 40h 31m              |                                                            |
| 5   | Focurile cerului       | 15 octombrie 1993        | 963pp (PB) / 684pp (HB) 354.109 cuvinte         | 36h 34m              |                                                            |
| 6   | Seniorul haosului      | 15 octombrie 1994        | 987pp (PB) / 699pp (HB) 389.823 cuvinte         | 41h 37m              | nominalizare premiul Locus, 1995.                          |
| 7   | Coroana de săbii       | 15 mai 1996              | 856pp (PB) / 635pp (HB) 295.028 cuvinte         | 30h 31m              |                                                            |
| 8   | Calea pumnalelor       | 20 octombrie 1998        | 672pp (PB) / 591pp (HB) 226.687 cuvinte         | 23h 31m              |                                                            |
| 9   | Winter's Heart         | 7 noiembrie 2000         | 766pp (PB) / 533pp (HB) 238.789 cuvinte         | 24h 18m              | Prolog lansat ca eBook promoțional la septembrie 2000.     |
| 10  | Crossroads of Twilight | 7 ianuarie 2003          | 822pp (PB) / 681pp (HB) 271.632 cuvinte         | 26h 03m              | Prolog lansat ca eBook promoțional la 17 iulie 2002.       |
| 11  | Knife of Dreams        | 11 octombrie 2005        | 837pp (PB) / 761pp (HB) 315.163 cuvinte         | 32h 24m              | Prolog lansat ca eBook promoțional la 22 iulie 2005.       |
| 12  | The Gathering Storm    | 27 octombrie 2009        | 766pp (PB) / 766pp (HB) 297.502 cuvinte         | 33h 02m              | Terminat de Brandon Sanderson.                             |
| 13  | Towers of Midnight     | 2 noiembrie 2010         | 864pp (PB) / 843pp (HB) 327.052 cuvinte         | 38h 17m              | Terminat de Brandon Sanderson.                             |
| 14  | A Memory of Light      | 8 ianuarie 2013          | 912pp (PB) / 909pp (HB) 353.906 cuvinte         | 41h 55m              | Terminat de Brandon Sanderson, epilog de Robert Jordan.    |
| –   | Total                  | 22 ani, 11 luni, 24 zile | 11,898pp (PB) / 10,173pp (HB) 4.410.036 cuvinte | 19 zile 5 ore 25 min |                                                            |